# 杜麗莎的音樂沙龍
《杜麗莎的音樂沙龍》，是广东广播电视台出品，手工艺创作、海西传媒制作的音乐节目，为歌手杜丽莎的音乐特辑，音乐总监为刘诺生，也是中国内地首档全4k技术拍摄制作的音乐节目，于2018年7月起在广东广播电视台4K影视（综艺）频道首播。香港无线电视购入该节目，于2021年9月18日起每周六晚20:30-21:30在翡翠台播出。